# Perwouralsk
Perwouralsk (russisch Первоура́льск, wörtlich: „die erste im Ural“) ist eine 124.528 Einwohner (Stand 14. Oktober 2010) zählende Großstadt in der Oblast Swerdlowsk in Russland. Sie liegt etwa 40 km westlich von Jekaterinburg und ist von diesem durch den Hauptkamm des Urals getrennt, der zwei Kilometer östlich von Perwouralsk verläuft und durch ein Monument am 1778. Kilometer der Transsibirischen Eisenbahn markiert ist; damit liegt die Stadt noch im europäischen Teil Russlands. Perwouralsk befindet sich in 283 m Höhe, durch die Stadt fließt die Tschussowaja, ein Nebenfluss der Kama.

## Geschichte
Nachdem der Unternehmer Wassili Demidow im Jahre 1730 eine Eisenfabrik errichtete, entstand um 1732 in ihrer Nähe eine Siedlung, die Wasiljewsko-Schaitanski (Васильевско-Шайтанский) genannt wurde. Sie erhielt erst 1933 das Stadtrecht und wurde bei dieser Gelegenheit in Perwouralsk umbenannt. Die Stadt zählte 1939 rund 44.000 Einwohner, 1959 bereits 90.000. In die Schlagzeilen geriet Perwouralsk am 13. Januar 1990, als in der Nähe der Stadt eine Tupolew Tu-134 der Aeroflot abstürzte; von den 71 Menschen an Bord kamen 27 ums Leben.

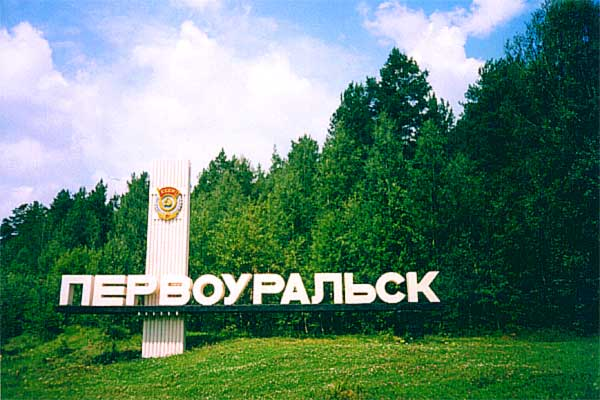
Ortseingang Perwouralsk
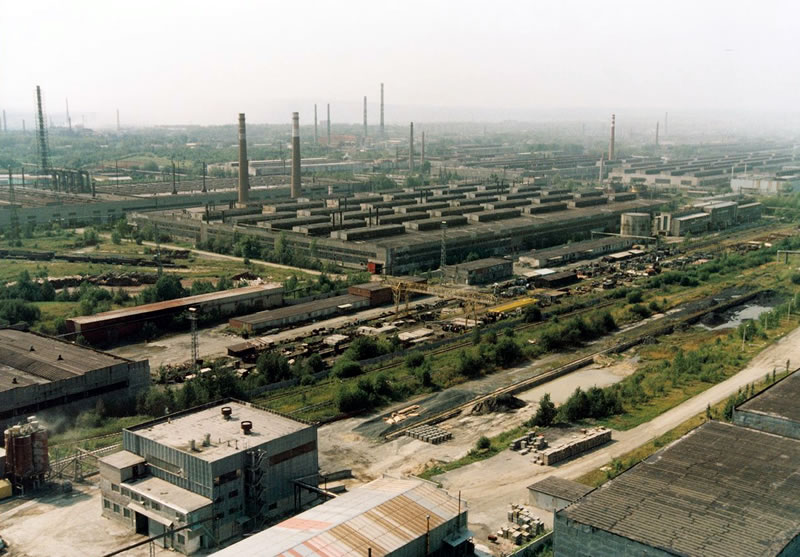
Röhrenfabrik

### Bevölkerungsentwicklung
| Jahr | Einwohner |
| ---- | --------- |
| 1926 | 9.000     |
| 1939 | 44.239    |
| 1959 | 90.424    |
| 1970 | 116.646   |
| 1979 | 129.189   |
| 1989 | 142.193   |
| 2002 | 132.277   |
| 2010 | 124.528   |

Anmerkung: Volkszählungsdaten (1926 gerundet)

## Wirtschaft
Perwouralsk verzeichnet in jüngster Zeit eine sehr positive wirtschaftliche Entwicklung mit Wachstumsraten bei der industriellen Produktion von jährlich 25–30 % und Umsatzzuwächsen im Handel von jährlich 20 %. Die Arbeitslosigkeit beträgt lediglich rund 1 %. Das Durchschnittseinkommen liegt mit umgerechnet etwa 300 $ allerdings etwas unter dem Durchschnittswert für die Oblast. Größter Arbeitgeber der Stadt ist eine 1934 gegründete Röhrenbau-Firma.

## Verkehr
Die Stadt liegt an der russischen Fernstraße M12, die die russische Hauptstadt Moskau mit Tjumen verbindet.

## Sport
Sportliches Aushängeschild der Stadt ist der Bandyklub HK Uralski Trubnik Perwouralsk.

## Söhne und Töchter der Stadt
- Gennadi Burbulis (1945–2022), Politiker
- Witali Malkin (* 1952), Unternehmer und Politiker
- Igor Malkow (* 1965), Eisschnellläufer
- Alexander Ladeischtschikow (* 1979), Sprinter
- Jekaterina Smolenzewa (* 1981), Eishockeyspielerin
- Swetlana Terentjewa (* 1983), Eishockeyspielerin
- Jekaterina Solowjowa (* 1991), Eishockeyspielerin
- Jelena Tschirkowa (* 1994), Biathletin